# Златки (род)
Златки (лат. Buprestis) — род жуков-златок.

## Описание
Надкрылья на вершине поперечно прямо или косо срезаны, часто с 1 или 2 вырезками. Междурядья надкрылий иногда приподняты через одно. Зелёные, синие, фиолетовые, бронзовые, чёрно-бронзовые жуки, часто с жёлтыми пятнами на лбу, надкрыльях и стернитах брюшка. Длина 1-2 см. Личинки развиваются в древесине хвойных пород, редко лиственных. Повреждают постройки, деловую древесину. Для вида Buprestis aurulenta опубликованы данные о вероятной продолжительности жизни их личинок до 51 года.

## Систематика
Около 50 видов, в Европе 14 видов, для СССР указывалось 7-8 видов, на Дальнем Востоке России 11 видов..

### Список видов Европы
- Buprestis aetnensis Baviera & Sparacio, 2002
- Buprestis bertheloti Laporte & Gory, 1837
- Buprestis cupressi Germar, 1817
- Buprestis dalmatina Mannerheim, 1837
- Buprestis flavoangulata Fairmaire, 1856
- Buprestis haemorrhoidalis Herbst, 1780
  - Buprestis haemorrhoidalis araratica Marseul, 1865
  - Buprestis haemorrhoidalis haemorrhoidalis Herbst, 1780
- Buprestis humeralis Klug, 1829
- Buprestis magica Laporte & Gory, 1837
- Buprestis novemmaculata Linnaeus, 1758
  - Buprestis novemmaculata gravida Abeille de Perrin, 1900
  - Buprestis novemmaculata novemmaculata Linnaeus, 1758
- Buprestis octoguttata Linnaeus, 1758
  - Buprestis octoguttata corsica Obenberger, 1938
  - Buprestis octoguttata octoguttata Linnaeus, 1758
- Buprestis rustica Linnaeus, 1758
- Buprestis tarsensis Marseul, 1865
- Buprestis (Cypriacis) splendens Fabricius, 1775
- Buprestis (Pseudyamina) douei Lucas, 1846

## Красная книга
В Список жесткокрылых, занесённых в Красный список угрожаемых видов МСОП включён следующий вид: 
- Buprestis splendens

## Галерея
- Buprestis novemmaculata
- Buprestis octoguttata
- Buprestis dalmatina
- Buprestis haemorrhoidalis